# Trent Alexander-Arnold
Trent John Alexander-Arnold (n. 7 octombrie 1998, Liverpool, Anglia, Regatul Unit) este un fotbalist britanic, care joacă pe post de fundaș lateral sau mijlocaș la Real Madrid în La Liga. Pe plan internațional, are prezențe la națională pentru Anglia U16⁠(d), Anglia U17⁠(d), Anglia U18⁠(d), Anglia U19⁠(d), Anglia U-21⁠(d) și Anglia.

## Statisticile carierei

### Club
La meciul jucat pe 11 mai 2025.
| Club          | Sezon         | Campionat      | Campionat | Campionat | FA Cup  | FA Cup | EFL Cup | EFL Cup | Continental | Continental | Altele  | Altele | Total   | Total  |
| Club          | Sezon         | Divizie        | Meciuri   | Goluri    | Meciuri | Goluri | Meciuri | Goluri  | Meciuri     | Goluri      | Meciuri | Goluri | Meciuri | Goluri |
| ------------- | ------------- | -------------- | --------- | --------- | ------- | ------ | ------- | ------- | ----------- | ----------- | ------- | ------ | ------- | ------ |
| Liverpool     | 2016–17       | Premier League | 7         | 0         | 2       | 0      | 3       | 0       | —           | —           | —       | —      | 12      | 0      |
| Liverpool     | 2017–18       | Premier League | 19        | 1         | 2       | 0      | 0       | 0       | 12          | 2           | —       | —      | 33      | 3      |
| Liverpool     | 2018–19       | Premier League | 29        | 1         | 0       | 0      | 0       | 0       | 11          | 0           | —       | —      | 40      | 1      |
| Liverpool     | 2019–20       | Premier League | 38        | 4         | 0       | 0      | 0       | 0       | 7           | 0           | 4       | 0      | 49      | 4      |
| Liverpool     | 2020–21       | Premier League | 36        | 2         | 1       | 0      | 0       | 0       | 8           | 0           | 0       | 0      | 45      | 2      |
| Liverpool     | 2021–22       | Premier League | 32        | 2         | 3       | 0      | 3       | 0       | 9           | 0           | —       | —      | 47      | 2      |
| Liverpool     | 2022–23       | Premier League | 37        | 2         | 2       | 0      | 0       | 0       | 7           | 1           | 1       | 1      | 47      | 4      |
| Liverpool     | 2023–24       | Premier League | 28        | 3         | 2       | 0      | 2       | 0       | 5           | 0           | —       | —      | 37      | 3      |
| Liverpool     | 2024–25       | Premier League | 32        | 3         | 1       | 1      | 2       | 0       | 8           | 0           | —       | —      | 43      | 4      |
| Total carieră | Total carieră | Total carieră  | 258       | 18        | 13      | 1      | 10      | 0       | 67          | 3           | 5       | 1      | 353     | 23     |

1. 1 2 3 4 5 6 7  Apariții în UEFA Champions League
2. ↑  O apariție în FA Community Shield, o apariție în Supercupa Europei UEFA, două apariții în Cupa Mondială a Cluburilor FIFA
3. ↑  Apariție în FA Community Shield
4. ↑  Apariții în UEFA Europa League

### Națională
La meciul jucat pe 13 octombrie 2024.
| Echipa națională | An    | Selecții | Goluri |
| ---------------- | ----- | -------- | ------ |
| Anglia           | 2018  | 5        | 1      |
| Anglia           | 2019  | 4        | 0      |
| Anglia           | 2020  | 3        | 0      |
| Anglia           | 2021  | 4        | 0      |
| Anglia           | 2022  | 2        | 0      |
| Anglia           | 2023  | 5        | 1      |
| Anglia           | 2024  | 10       | 2      |
| Total            | Total | 33       | 4      |

Scorul Angliei este afișat primul, coloana de scor indică scorul după fiecare gol înscris de Alexander-Arnold
| No. | Data              | Arena                                        | Selecție | Adversar                   | Scor | Rezultat final | Competiție                     | Ref.   |
| --- | ----------------- | -------------------------------------------- | -------- | -------------------------- | ---- | -------------- | ------------------------------ | ------ |
| 1   | 15 noiembrie 2018 | Wembley Stadium, Londra, Anglia              | 5        | Statele Unite ale Americii | 2–0  | 3–0            | Meci amical                    | [ 15 ] |
| 2   | 16 iunie 2023     | National Stadium, Ta' Qali, Malta            | 19       | Malta                      | 2–0  | 4–0            | Calificările la UEFA Euro 2024 | [ 16 ] |
| 3   | 3 iunie 2024      | St James' Park, Newcastle upon Tyne, Anglia  | 24       | Bosnia și Herțegovina      | 2–0  | 3–0            | Meci amical                    | [ 17 ] |
| 4   | 13 octombrie 2024 | Helsinki Olympic Stadium, Helsinki, Finlanda | 33       | Finlanda                   | 2–0  | 3–1            | Liga Națiunilor UEFA 2024-25   | [ 18 ] |

## Titluri
Liverpool
- Premier League: 2019–20,[19] 2024–25[20]
- FA Cup: 2021–22[21]
- EFL Cup: 2021–22[22]
- FA Community Shield: 2022[23]
- UEFA Champions League: 2018–19[24]
- Supercupa Europei UEFA: 2019[25]
- Cupa Mondială a Cluburilor FIFA: 2019[26]

Anglia
- Locul doi la Campionatul European de Fotbal: 2024[27]
- Locul trei la Liga Națiunilor UEFA: 2018–19[28]

## Legături externe
- Profil pe site-ul lui Liverpool
- Trent Alexander-Arnold la Soccerbase